# Aleksandr Mostovói
Aleksandr Vladímirovich Mostovói (en ruso: Александр Владимирович Мостовой; n. San Petersburgo, Rusia, llamada entonces Leningrado, URSS, 22 de agosto de 1968) es un exfutbolista ruso. Jugaba de mediapunta y pasó la mayor parte de su carrera en el Celta de Vigo de la Primera división de España.

## Carrera profesional
Comenzó a jugar a los 16 años en el Krasnaya Presnya, de la segunda división soviética, de donde pronto pasó al Spartak de Moscú. Más tarde salió de Rusia para jugar en dos equipos franceses, el Caen y el Estrasburgo, en el Benfica de Lisboa y, durante ocho campañas, en el Celta de Vigo.
En su palmarés hay tres ligas rusas, una liga y una copa portuguesas y 1 Copa Intertoto ganada con el Racing Club de Strasbourg. En su época como jugador del Celta de Vigo ganó la Copa Intertoto de 2000 y llegó a una final de la Copa del Rey (perdida ante el Zaragoza, partido en el que él metió el primer gol).

### RC Celta de Vigo
En el RC Celta de Vigo, Mostovoi estuvo desde el 1996 al 2004, siendo uno de los mejores jugadores de dicho equipo.
Alexander Mostovoi, era el referente de la afición. Sin embargo, también es cierto que su temperamento le jugó malas pasadas, recordando un triste episodio en el campo del Sporting de Gijón, en el que abandonó el campo aduciendo una lesión, siendo recriminado y vuelto a poner sobre el césped por su capitán en aquel entonces Patxi Salinas.
Su estancia en el RC Celta de Vigo coincidió con la época dorada del equipo, con jugadores entre los que destacaban Mazinho, Haim Revivo, Claude Makélélé, Vladimir Gudelj, Gustavo López, Patxi Salinas, Michel Salgado o Valeri Karpin.
Entre otros logros, es el tercer jugador que más partidos tiene con la camiseta del RC Celta en primera división (235 partidos), solo por detrás de Iago Aspas y Hugo Mallo, el undécimo goleador con 72 tantos y el máximo asistente (66).

### Fichaje por el Alavés
Después de estar siete meses sin jugar y con 36 años, en marzo de 2005 Mostovói firma un contrato con el Deportivo Alavés hasta final de temporada. Sin embargo, solo llegó a jugar los minutos finales de un partido, anotando el único gol del Alavés en la derrota por 1-3 contra el Cádiz CF. Poco después hizo saber a los responsables del club su intención de abandonar el equipo alegando problemas de espalda y se retiró definitivamente de la práctica del fútbol profesional.

### Tras la retirada
Después de retirarse continuó ligado al fútbol español durante un tiempo, siendo director deportivo del Marbella Fútbol Club en 2013. En la actualidad vive en Moscú, donde colabora con medios locales como comentarista deportivo.

## Selección nacional
Ha sido internacional en 65 ocasiones. Jugando 15 partidos con la Selección de fútbol de la Unión Soviética y los otros 50 con la Selección de fútbol de Rusia. Su último partido con la selección lo jugó en la Eurocopa del 2004 en el cual perdió 1-0 contra España.
En la Eurocopa 2004 Mostovói fue expulsado de la Selección de fútbol de Rusia por el seleccionador ruso Gueorgui Yártsev. Rusia había perdido 1-0 contra España, al término del partido Mostovói hizo unas declaraciones en las que criticó los métodos de preparación del equipo para el torneo.

### Participaciones en Copas del Mundo
| Mundial                        | Sede                  | Resultado    |
| ------------------------------ | --------------------- | ------------ |
| Copa Mundial de Fútbol de 1994 | Estados Unidos        | Primera fase |
| Copa Mundial de Fútbol de 2002 | Corea del Sur y Japón | Primera fase |

### Participaciones en Eurocopas
| Eurocopa      | Sede       | Resultado    |
| ------------- | ---------- | ------------ |
| Eurocopa 1996 | Inglaterra | Primera fase |
| Eurocopa 2004 | Portugal   | Primera fase |

## Clubes
| Club                      | País            | Año         | Partidos | Goles |
| Spartak de Moscú          | Unión Soviética | 1986 - 1992 | 106      | 34    |
| SL Benfica                | Portugal        | 1992 - 1993 | 17 1     |       |
| SL Benfica                | Portugal        | 1993 - 1994 | 1        | 0     |
| SM Caen                   | Francia         | 1993 - 1994 | 15       | 3     |
| Basse-Normandie           | Francia         | 1993 - 1994 | 15       | 3     |
| Racing Club de Strasbourg | Francia         | 1994-1995   | 30       | 7     |
| Racing Club de Strasbourg | Francia         | 1995/1996   | 38       | 11    |
| Real Club Celta de Vigo   | España          | 1996-1997   | 37       | 7     |
| Real Club Celta de Vigo   | España          | 1997-1998   | 37       | 8     |
| Real Club Celta de Vigo   | España          | 1998-1999   | 41       | 8     |
| Real Club Celta de Vigo   | España          | 1999-2000   | 34       | 8     |
| Real Club Celta de Vigo   | España          | 2000-2001   | 45       | 13    |
| Real Club Celta de Vigo   | España          | 2001-2002   | 31       | 13    |
| Real Club Celta de Vigo   | España          | 2002-2003   | 31       | 7     |
| Real Club Celta de Vigo   | España          | 2003-2004   | 34       | 8     |
| Deportivo Alavés          | España          | 2004-2005   | 1        | 1     |

(Incluye partidos de 1.ª, 2.ª, Copa del Rey, Champions League, UEFA, Intertoto, Liga Francesa, Liga Portuguesa y Liga URSS)

## Palmarés

### Campeonatos nacionales
| Título           | Club             | País            | Año       |
| ---------------- | ---------------- | --------------- | --------- |
| Liga de la URSS  | Spartak de Moscú | Unión Soviética | 1986-1987 |
| Liga de la URSS  | Spartak de Moscú | Unión Soviética | 1988-1989 |
| Liga Rusia       | Spartak de Moscú | Rusia           | 1991-1992 |
| SuperLiga        | SL Benfica       | Portugal        | 1993-1994 |
| Copa de Portugal | SL Benfica       | Portugal        | 1992-1992 |

### Campeonatos internacionales
| Título                    | Club                      | País            | Año  |
| ------------------------- | ------------------------- | --------------- | ---- |
| Copa Intertoto de la UEFA | Celta de Vigo             | España/Rusia    | 2000 |
| Copa Intertoto de la UEFA | Racing Club de Strasbourg | Austria/Francia | 1995 |

## Filmografía
- Reportaje Movistar+ (22/02/2016), «Fiebre Maldini: 'Aleksandr Mostovói'» (enlace roto disponible en Internet Archive; véase el historial, la primera versión y la última). en Plus.es